# Cinéma du look
A cinéma du look francia filmművészeti hullám az 1980-as években, amelyet Raphaël Bassan írt le először a La Revue du Cinéma 1989. májusi, 448. számában. Itt három francia rendező, Jean-Jacques Beineix, Luc Besson és Leos Carax filmjeiben vélt közös látásmódot felfedezni. Ezek a filmek a stílust a tartalom, a látványt a történet fölé helyezték. A művek François Mitterrand Franciaországában perifériára került, elidegenedett fiatalokat választották fókuszuknak. A filmekben megjelennek végzetes szerelmek, kortársaikat a családjuk elé helyező fiatalok, visszatérő elem a rendőrség kifigurázása, valamint a párizsi metró mint az alternatív, underground társadalmi réteg szimbóluma. Sokszor keveredik a ’magaskultúra’ (így az operazene a Dívában és A Pont-Neuf szerelmeseiben) és a tömegkultúra (Batman-utalások a Metróban). Az alkotók inspirációért Új-Hollywood filmjeihez (kiváltképp Francis Ford Coppola Szívbélijéhez és Rablóhalához), a késői Fassbinder-filmekhez, televíziós reklámokhoz, videóklipekhez és divatfényképekhez fordultak.

## Alkotók és filmek
Jean-Jacques Beineix
- Díva (Diva) (1981)
- Betty Blue (37°2 le matin) (1986)

Luc Besson
- Metró (Subway) (1985)
- A nagy kékség (Le Grand bleu) (1988)
- Nikita (1990)

Leos Carax
- Rossz vér (Mauvais Sang) (1986)
- A Pont-Neuf szerelmesei (Les Amants du Pont-Neuf) (1991)

## Fordítás
- Ez a szócikk részben vagy egészben  a   Cinéma du look című angol Wikipédia-szócikk ezen változatának fordításán alapul.  Az eredeti cikk szerkesztőit annak laptörténete sorolja fel. Ez a jelzés csupán a megfogalmazás eredetét és a szerzői jogokat jelzi, nem szolgál a cikkben szereplő információk forrásmegjelöléseként.